# Polje Čepić
Polje Čepić – wieś w Chorwacji, w żupanii istryjskiej, w gminie Kršan. W 2011 roku liczyła 148 mieszkańców.